# Star Wars Battlefront II (Trò chơi điện tử 2017)
Star Wars Battlefront II là một trò chơi hành động bắn súng sắp tới sản xuất bởi EA DICE hợp tác với Criterion Games và Motive Studios dựa trên loạt sử thi Star Wars, trò chơi sẽ được phân phối bởi Electronic Arts. Đây là phần thứ sáu trong toàn bộ dòng trò chơi Star Wars Battlefront. Đây cũng là trò chơi tiếp nối phần reboot trước của loạt trò chơi. Không như trò chơi tiền nhiệm, nó có một chiến dịch chơi đơn, nhân vật và địa điểm ở cả bộ ba phần trước và sau (cùng với bộ ba gốc) của loạt phim Star Wars, cùng với các lớp trong chơi online. Trò chơi được phát hành toàn cầu vào ngày 17, tháng 11 năm 2017 trên PlayStation 4, Xbox One, và Microsoft Windows.
Sau khi được phân phối, game nhận được nhận nhiều ý kiến trái chiều. Trò chơi bị phê bình bởi loot box, nếu người chơi trả tiền thật để mua phần thưởng thì sẽ có nhiều lợi thế hơn khi chơi game. EA trả lời vấn đề này trên Reddit và nhận được nhiều lượt downvote nhất trong lịch sử của trang web này.

## Cách chơi
Star Wars Battlefront II bao gồm kiểu chơi cốt truyện đơn, các lớp quân tùy chỉnh, và các nội dung xuất hiện trong bộ phim Star Wars: The Force Awakens và Star Wars: The Last Jedi. Trò chơi cũng có phương tiện và địa điểm mà xuất hiện trong loạt sử thi Star Wars. Nó cũng gồm những nhân vật đã xuất hiện trên phim như: Luke Skywalker, Leia Organa, Han Solo, Chewbacca, Lando Calrissian, Yoda, Rey, Darth Vader, Hoàng đế Palpatine, Boba Fett, Bossk, Iden Versio, Darth Maul, và Kylo Ren.
Trò chơi có cả một cốt truyện chiến dịch không như Battlefront 2015. Nhân vật chính của cốt truyện này là Iden Versio (Janina Gavankar), chỉ huy của Đôi Đặc Nhiệm được biết đến với tên gọi, Biệt Đội Inferno, hoạt động trong khoảng thời gian 30 năm dẫn đến The Force Awakens. Sẽ có một số cảnh trong game, người chơi có thể điều khiển Luke và Kylo Ren.
Thay vì phải trả tiền cho DLC sau khi hết một mùa game như trong phần game trước, người chơi có thể tải DLC miễn phí với tài khoản EA. Mùa đầu tiên sẽ bắt đầu vào ngày 13 tháng 12 năm 2017, nôi dung của mùa này dựa trên bộ phim sắp chiếu The Last Jedi, và có thêm hai nhân vật mới Finn và Chỉ huy Phasma, đồng thời với 2 bản đồ mới Crait (dưới đất) và D'Qar (trong vũ trụ).

### Nhiều người chơi
Star Wars Battlefront II bao gồm 5 kiểu chơi khác nhau và hỗ trợ nhiều người chơi (đến 40 người). Galactic Assault xoay quanh dàn cảnh đặt tại 11 hành tinh khác nhau và địa điểm xuất hiện trong cả ba bộ ba phim gồm 20 người tấn công vs 20 người phòng thủ. Starfighter Assault, cuộc chiến diễn ra trong vũ trụ và khí quyển của các hành tinh 12 phi cơ tấn công và 12 phi cơ phòng thủ, người chơi được hỗ trợ bởi 20 phi cơ AI. Strikes diễn ra với 8 người tấn công và 8 người phòng thủ trong dàn cảnh hàng ngũ siết chặt và có mục tiêu mà mỗi bên phải đạt được để chiến thắng (giống như trò cướp cờ). Heroes vs. Villains là kiểu chơi Deathmatch 4 anh hùng vs 4 ác nhân, với các nhân vật dựa trên loạt sử thi Star Wars. Blast, kiểu chơi cuối cùng, cũng với kiểu chơi Deathmatch với mỗi đội 10 người và đội nào giết được 100 đối thủ trước thì thắng cuộc.

## Chiến dịch
Kiểu chơi cốt truyện một người trong game được đặt trong vũ trụ Star Wars chính thức, bắt đầu ở cuộc chiến Endor, nhưng phần lớn đặt trong khoảng thời gian 30 năm giữa Phần VI và Phần VII. Hoàng đế Palpatine dụ Liên minh Nổi Dậy vào một cái bẫy đã sắp đặt sẵn trên mặt trăng Endor để kết thúc cuộc chiến này một lần và mẫi mãi. Đội đặc nhiệm của Đế Chế, Inferno, được dẫn dắt bởi Chỉ huy Iden Versio, con gái của Đô đốc Garrick Versio, và gồm hai thành viên Gideon Hask và Del Meeko, là một trong những thành phần quan trọng để chiến thắng cuộc chiến, nhưng Đế chế đã đánh giá thấp về quân Nổi Dậy.

### Nội dung
Iden Versio bị bắt giữ trên con tàu Nổi Dậy lớp Mon Calamari Invincible Faith, và bị tra hỏi bởi Chỉ huy của con tàu để khai ra mật mã giải mã tín hiệu mật của Đế Chế. Iden từ chối và chờ đợi cho droid của cô đi qua ống thông gió để cứu cô khỏi buồng giam. Quân Nổi Dậy không ngờ rằng, thực chất Iden được giao nhiệm vụ xóa thông tin mật của Đế Chế mà họ có. Iden hoàn thành nhiệm vụ, thoát thân và được đón bởi Corvus, con tàu chỉ huy của đội Inferno. Trước khi tàu của quân Nổi Dậy có thể bắn phá Corvus, con tàu nhảy vào siêu không gian và trốn thoát. Iden lên tàu và xác nhận rằng nhiệm vụ đã hoàn thành với Gideon Hask và Del Meeko.
Một vài thời gian sau, tại trận chiến Endor, đô đốc Garrick Versio chứng kiến sự hủy diệt của Siêu Diệt tinh chiến hạm Executor. Trên bề mặt Endor, Iden, Hask, và Meeko đang bảo vệ trạm tạo khiên chắn đã bị phá hủy, họ nhìn thấy cảnh Ngôi sao Chết thứ II bị hủy diệt. Phó đô đốc Rae Sloane, ra lệnh cho toàn quân Đế Chế rút lui khỏi hệ hành tinh, bỏ mặc quân Đế Chế ở bề mặt. Mặc dù vậy, Đô đốc Garrick Versio đợi đội Đặc nhiệm dưới mặt đất lấy Chiến đấu cơ TIE và thoát khỏi mặt trăng đã bị quân Nổi Dậy chiếm quyền kiểm soát hoàn toàn.
Trên hành tinh Vardos, Garrick xác nhận Hoàng đế đã chết và giao nhiệm vụ cho con gái mình, Iden, rằng Chiến dich: Cinder được bắt đầu - nhiệm vụ cuối cùng mà Hoàng đế muốn thực hiện. Iden được cử đến hành tinh Fondor để bảo vệ Moff Raythe cùng nơi chứa nhà máy đóng tàu của Đế Chế bao gồm các Star Destroyer và những vệ tinh thử nghiệm cần cho Chiến dịch: Cinder. Chiếc Corvus tuân lệnh và lập tức nhảy đến Fondor.
Chiếc Corvus đến Fondor và sau khi chuẩn bị xong cho chiến dịch Cinder. Thì lập tức còi báo động tàu của Quân Phiến Loạn đã tiến vào Fondor và bắn 2,3 quả ngư lôi vào chiếc Dauntless. Toàn bộ Inferno Squad tiến vào chiếc TIE hạ gục 1 vài phi cơ. Sau đó Iden bay vào chiếc tàu mẹ quân Phiến loạn và cài bom ở 1 phần bộ phận của nó, sau đó kích nổ làm nó bay vào 1 chiếc Corvette khiến nó bị vô hiệu hoá và đâm vào con tàu mẹ làm nó bị thủng một lỗ. Iden suýt bị hút ra ngoài không gian nếu như con Droid không kịp chặn cửa lại. Sau đó cô lên tàu và lúc này Moff Raythe yêu cầu cô gỡ những khớp nối con tàu để nó có thể tự do tấn công. Iden đã làm thế và sau khi chiếc Dauntless tự do nó đã cho chiếc tàu mẹ Phiến Quân rơi rụng. Sau khi hoàn thành Cùng lúc, họ cũng được giao nhiệm vụ rằng có một Đài Quan Sát tuyệt mật của tên Hoàng Đế nằm tại Pillio và Del được yêu cầu phá huỷ kho đó: Del lập tức đến Pillio và Luke Skywalker đồng thời cũng có mặt ở đó do cảm nhận được rằng Đế Chế đang ở đây, sau khi hạ gục vài tên Stormtroopers thì bất ngờ nghe thấy tiếng kêu cứu của Del trong một cái hang. Luke tiến vào và thấy Del bị mắc kẹt trong một chất dịch. Ban đầu, Del lại hoảng loạn vì nghĩ rằng Jedi là xấu nhưng khi Luke lấy Kiếm Ánh Sáng giải thoát cho Del thì lúc này mới bình tâm lại và kể chuyện của mình với Luke. Và Luke đã giúp Del hoàn thành nhiệm vụ bằng cách bảo vệ anh khỏi lũ bọ để vô hiệu hoá 2 thiết bị nhằm giúp anh làm nhiệm vụ và khi đến cổng thì lũ bọ đột nhiên bay mất, Del thắc mắc thì Luke nói rằng có thể sau cánh cổng có gì đó mà lũ bọ không thích và cánh cổng không có cách nào để mở được và nó chỉ có thể được mở bằng Thần lực thế nên Luke sau đó làm điều tương tự và thành công; khi cổng mở Del đã rất ngạc nhiên rằng tại sao thế thì mới ngộ nhận ra bộ mật thật của tên Hoàng Đế . Cả hai tiến vào và Luke lục đồ tìm thấy cái la bàn hỏi có thể giữ nó được không và đã được Del chấp thuận, sau đó Luke ra khỏi hang và đến lượt Del cài thuốc nổ. Khi ra khỏi hang, Luke nói rằng vẫn còn một lựa chọn để trở thành một người tốt hơn thay vì phục vụ cho Đế Chế rồi ra khỏi đây.
Sau khi hoàn tất Iden được đô đốc Versio cử đến Vardos để đón Gleb - 1 đồng minh Đế Chế và là một Người Bảo Hộ, do cô ấy có tham gia vào chiến dịch lần này với nhiệm vụ chính là huấn luyện các Stormtrooper . Sau khi nhảy đến Vardos, Iden ngạc nhiên khi thấy chiếc Dauntless và một vòng vệ tinh ở đó. Toàn đội thắc mắc và nói rằng họ sẽ không nói cho chúng ta mục tiêu; lúc này Iden mới ngộ nhận ra mục tiêu chính là Vardos. Và tức tốc bay đến tàu của cha cô - Garrick Versio để hỏi cho ra nhẽ thì ông nói đây chính là mệnh lệnh của Đế Chế. Cô phản đối nhưng cha cô cũng phản bác lại nó và bắt cô phải tuân theo. Đúng lúc này, các vệ tinh đã khởi động và tấn công Vardos với một cơn bão và Iden miễn cưỡng làm theo lệnh của Garrick. Khi chiếc Corvus tiến vào Vardos thì cơn bão đang tiến hành. Và lúc đã đến pháo đài chính để đón Gleb thì Iden lại bất đồng ý kiến với Hask do nói rằng tất cả những người bên trong phải được sơ tán và điều đó được Del ủng hộ nhưng Hask từ chối và nói rằng chỉ có thể đưa Gleb đi sau đó Hask lại chĩa súng vào cả nhóm và cả hai và Iden đã vô tình bắn Hask trọng thương rồi cả hai chạy thoát. Hask, dù thương rất nặng nhưng vẫn báo cáo rằng nhiệm vụ đã thất bại do Iden và Del làm phản. Khi cả hai chạy trốn đã ăn trộm một chiếc AT-ATs và mở đường máu qua đám lính Stormtroopers. Cả hai may mắn tẩu thoát lên chiếc Corvus và nhảy đi kịp lúc. Phân cảnh sau đó, Hask dù thương nặng nhưng vẫn đưa Gleb về kịp thời và đã được đô đốc Versio thăng chức lên làm chỉ huy.
Khi chiếc Corvus đang trôi nổi đâu đó Outer Rim, thì Del và Iden băn khoăn không biết nên đi đâu về đâu thì Del nói rằng đưa anh một chiếc TIE và anh sẽ đi thẳng đến chỗ quân phiến loạn để đầu thú, Iden phản đối và nói rằng tự thân cô sẽ gửi lời đầu hàng. Lúc này trên con tàu Phiến Quân, một lời nhắn được gửi bởi Iden Versio và thông báo rằng họ đầu hàng. Phân cảnh sau Shriv đi cùng với Lando đến nơi giam giữ cả hai và anh ta nghi rằng cô ta là gián điệp của Đế Chế, và Iden nói rằng cô đã kể hết mọi thông tin mà Phiến quân cần. Còn Lando khuyên cả hai bình tĩnh và hãy đi dạo một chút. Cùng lúc, Lando cho Iden và Del 2 lựa chọn: 1) Lấy chiếc Corvus và rời đi như chưa có chuyện gì xảy ra; 2) Gia nhập Liên Minh Kháng chiến và chiến đấu để khôi phục Nền Cộng Hoà, và cả hai đã quyết định chọn phương án 2. Phân cảnh tiếp theo là Iden đang lái chiếc X-Wing và nó đang trôi nổi ở trong siêu không gian, lập tức thoát khỏi siêu không gian cùng với phi hành đoàn và đến Naboo, quê nhà của tên Hoàng Đế. Cùng lúc có 1 chiếc Star Destroyer ở đó và 3 bộ vệ tinh Cinder đang tiến hành tấn công vào Naboo. Iden lập tức hạ chiếc vệ tinh ở chính giữa để các vệ tinh xung quanh nổ tung. Làm xong cả ba thì cô nhận được lệnh là phải bảo vệ chiếc 1 phi đội Y-Wing để họ có thể tấn công vào chiếc Star Destroyer nhằm hạ lá chắn của nó. Nhiệm vụ thành công, lá chắn bị hạ và tàu mẹ của Phiến quân đã bắn hạ chiếc Star Destroyer. Nhưng Del nói không tốt rồi thì Shriv thắc mắc tại sao; đúng lúc này Iden giải thích rằng kế sách của Đế Chế là sẽ nhảy đến nơi an toàn. Những tàu đó đang hướng đến Theed, chúng sẽ tấn công thành phố. Trùng hợp khi chiếc Star Destroyer bị rơi thì 1 đội tàu đã thoát ra khỏi nó và tiến đến Theed. Lúc này, tướng Leia Organa đã ra lệnh tất cả hướng tới Theed để ngăn cuộc tấn công của Đế Chế.
Sau khi toàn bộ Phiến Quân đáp xuống Theed, đập vào mắt họ là cảnh tượng khói lửa mù mịt, những chiếc tàu con thoi hạ cánh liên tục, và nhiều chiến cơ TIE liên tục tấn công xuống mặt đất, có cả con tàu chở thêm 2 chiếc AT-ATs. Cùng lúc đó Shriv, Iden và Del đã tới. Leia đã ra chỉ thị rằng có một chiếc hệ thống phòng thủ có thể dùng để ngăn chặn Đế Chế nhưng nó đã bị hỏng do ảnh hưởng từ cơn bão và Leia đã cử Del đi với mình. Sau đó còn Shriv đi với Iden, tất cả sẽ chia ra và sửa những chiếc rơ le bị hỏng rồi sẽ hẹn nhau ở cung điện. Sau khi chiến đấu 1 hồi. Thì Phiến quân dần dần rút về cung điện và đúng lúc đó Del thông báo tất cả rơ le đã xong và toàn bộ vào trong cung điện và kích hoạt vũ khí. Khi vũ khí kích hoạt, 1 làn sóng xung kích nổ ra và khiến cho vũ khí của Stormtroopers bị hỏng, AT-ST bị rơi, và chiến cơ TIE rơi như sung rụng. Và có 1 chiếc TIE rơi làm cánh rụng và trúng con Droid khiến nó bị hỏng. Và toàn bộ Phiến Quân đã tiến ra khỏi cung điện và bao vây toàn bộ Stormtroopers. Sau khi thắng trận, Leia gặp Iden và Del và nói rằng cả hai đã gây rất nhiều thiệt hại cho Liên Minh nhưng Leia tha thứ và chào mừng 2 người đến với Nền Cộng Hoà Mới.
Tầm tháng sau, Leia liên lạc lại với Iden và thông báo rằng có 1 vị tướng Đế Chế đã mất tích và Leia đã mò được anh ta tới Takodana, nhưng anh ta không trả lời tín hiệu. Và Leia ra lệnh cho Iden phải tìm Han Solo. Đúng lúc này tại oTakodana, Han Solo đang ngồi uống rượu và tán chuyện với Maz Katana, Chewie thì đang ở trên chiếc Falcon và có 1 việc riêng  . Và Han Solo bí mật tiết lộ rằng anh ta đang tìm một tên đào ngũ của Đế Chế. Nói rằng anh ta có thể giúp giải phóng người Wookiees trên Kashyyyk. Han Solo đã đi hỏi vài người trong quán nhằm biết nhận dạng và biết rằng anh ta đang bị giam ở ngục, có râu, tên là Paldora. Han lập tức đưa anh ta ra ngoài và cả hai tới chiếc máy phát nơi chứa thông tin anh ta đang cất giấu để phá huỷ nó. Nơi đó được canh bởi 1 ổ lính Stormtroopers, Han đã tấn công và bảo vệ Paldora nhằm giúp anh ta hoàn thành công việc của mình, ngay sau khi làm xong trạm thứ hai. Thì cả hai hướng ngay đến chiếc tàu Millennium Falcon và bay ra khỏi đó. Và khi đó, 1 chiếc tuần dương hạm của Đế Chế đang ở đó và Han hạ gục nó ngay lập tức, có phi hành đoàn của Iden hỗ trợ. Chiếc Falcon thoát ra khỏi hành tinh nhanh chóng.
Sau khi đưa được Paldora lên tàu, tra hỏi và theo thông tin thu thập được từ anh ta thì Iden báo cáo với Leia rằng cha cô đang tiến hành 1 chiến dịch tại Bépin và Sullust và xin được phép đi tìm ông ấy để bắt sống. Leia cho phép và cả hai cùng bay tới Bespin trước tiên. Cả hai bay tới nhà ga Chinook và biết được rằng Hask đang ở trên Tháp Giám Sát. Cả hai hạ cánh và tìm cách lên trên Tháp Giám Sát, trong lúc lên thì cả hai đã đánh gục vài tên Stormtroopers. Iden nhận ra rằng họ có thể dùng giáp của chúng để nguỵ trang, Iden ra lệnh cho con Droid nấp đi vì màu sơn của nó sẽ làm họ bị lộ. Iden lẻn lên tháp giám sát và cuối cùng chả có ai, chỉ có máy phát. Và bỗng nhiên có hình ảnh của Hask. Anh ta nói rằng “Cô nghĩ rằng sẽ dễ dàng thế sao. Chúng tôi đã “nhặt” được chiếc Corvus và lần thứ hai nó đã trượt khỏi vòng phong toả. Nếu như nó vào tay tôi. Tôi sẽ giải quyết cá nhân với cô. Nhưng hiện giờ tôi có trách nhiệm phải lo, và chăm sóc cô không phải là 1 trong số đó. Tạm biệt Iden” Sau khi nó kết thúc thì toàn bộ cơ sở bất ngờ bật chuông báo động. Cả hai biết rằng mình đã bị lừa bởi Hask. Khi tiến ra ban công phát hiện ra Hask thật đang ở trên 1 chiếc Star Destroyer và nó đã bay đi mất, kế hoạch thất bại. Bỗng 1 chiếc TIE bay lên tấn công cả hai nhưng họ may mắn rút kịp vào trong. Sau khi mở đường máu qua đám Stormtroopers, họ ăn trộm 1 chiếc Cloud Car và bay tới nơi mà 3 chiếc Star Destroyer đang nạp nhiên liệu, họ đã làm cho nổ tất cả những bình nhiên liệu để có thể kích hoạt phản ứng dây chuyền. 3 tầng nhiên liệu sau khi phát nổ đã rơi và kéo theo 3 chiếc Star Destroyer đi theo nó. Nhiệm vụ thành công và cả hai quay về chiếc Corvus.
Sau đó Lando và Shriv nhận nhiệm vụ đến hành tinh nham thạch Sullust - nơi Đế Chế đang sản xuất vũ trang. Và sau khi lẻn vào căn cứ thì cả hai nấp vào đầu 1 chiếc AT-ATs chưa được lắp ráp và ngồi ở đó đến khi đầu nó gắn liền với cái thân. cả hai lập tức đến Phòng Điều Khiển chính nhằm phá hủy bộ tản nhiệt nhưng căn cứ không những chưa bị phá hủy mà nó còn kích hoạt cả chuông báo động. Shriv và Lando lập tức xả súng và chạy vào tầng hầm. nơi mà có một thiết bị hấp thụ nhiên liệu nham thạch. Lando lập tức phá hủy nó khiến nó rơi xuống dòng nham thạch.Từ đó khiến nham thạch mất ổn định và khiến nó dâng lên nhấn chìm cả căn cứ. Lando trong khi chạy thoát thì Shriv đã ăn trộm một chiếc AT-STs và cả hai hướng đến nơi tàu con thoi Đế Chế đang ở đó. Thế nhưng khi đến gần thì chiếc tàu con thoi đột ngột bay mất để lại cả hai ở đó. Tưởng chừng sắp chết tới nơi thì chiếc Corvus đã tới kịp lúc và kéo cả hai lên.
Về phần Đế Chế. Do ảnh hưởng nặng nề từ việc nơi sản xuất vũ khí Sullust bị phá huỷ. Đã tập trung toàn bộ lực lượng quyết chiến với Nền Cộng Hoà tại Jakku. Iden nói rằng hãy vào đó và giúp Nền Cộng Hoà, và cô có thể tìm được cả cha mình. Khi chiếc Corvus đến nơi, thì cuộc chiến đã lên tới hồi căng thẳng nhất. Và khi cả hai ra phi cơ X-Wings thì một tên lửa bắn vào cánh phải của tàu làm cả hai bị rơi. Nhưng Shriv và Iden đã khởi động động cơ và bay đi kịp lúc. Sau khi hạ được một vài phi cơ. Đầu tiên, họ tìm thấy một đèn báo của 1 tiểu đội nhỏ và Đội Trưởng Lindsey thông báo rằng tàu của họ đã bị rơi và những Walkers đang tràn qua người sống sót và cần sơ tán ngay lập tức. Họ hạ cánh và nhặt những chiếc Binocular bị rơi và dùng nó để tiêu diệt những Walkers. Sau đó chiếc Corvus đã đến và đưa cả đội ra khỏi đây. Iden và Shriv lên phi cơ đi tiếp. Và phi hành đoàn Starhawk thông báo rằng một phi hành đoàn đang tấn công liên tiếp. Họ lập tức thấy một dàn TIE đang bay ra từ xác một chiếc Star Destroyer. Cả hai bắn hạ tất cả sau đó hạ cánh, tìm những quả bom bị rơi, gắn vào tất cả các phi cơ TIE và kích nổ. Sau đó Shriv và Iden bay về chiếc Corvus nhưng cùng lúc thì nó bị tấn công bị tấn công bởi 1 chiếc TIE Bomber. Del ngạc nhiên khi nói rằng Đô Đốc Versio đã tìm thấy chiếc Corvus. Iden đành phải hạ những chiếc TIE Bomber để bảo vệ cho chiếc Corvus. Vài chiếc TIE Interceptor cũng bay ra nhưng lần này nó lại tấn công vào Iden. Khi đó, Hask đột nhiên liên lạc “hỏi thăm” cô và biết rằng anh ta cử những phi cơ đó nhằm “chăm sóc” Iden. Sau khi hạ tất cả những chiếc phi cơ đó. Iden nói rằng cô phải lên chiếc Star Destroyer đó để tìm cha cô, cô hạ cánh ngay phần trên, lẻn vào tàu. Đúng lúc con tàu sắp rơi, cô lên kịp đài chỉ huy và yêu cầu ông ý đi với mình. Nhưng ông từ chối và nói rằng cô nên rời đi mà không có ông. Cô đồng ý, Iden kịp thời chạy vào buồng thoát hiểm. Phóng ra khỏi tàu đúng lúc đó nó bị rơi. Sau đó cô bất tỉnh, và sau đó đã được Del thức dậy. Cả hai lại đoàn tụ. Và Shriv nói cả hai cần xem cái này, Iden sốc khi thấy một đống xác tàu Star Destroyer đang nằm đó
Khoảng thập kỷ sau, ở hành tinh Pillio. Chiếc tàu của Kylo Ren tới đó. Tới nơi mà chiếc Corvus đang nằm đó cùng với Gleb ra tiếp đón. Và Gleb chỉ cho Kylo Ren tên tù nhân mà đội cô ấy bắt được, và đó chính là Del Meeko đang nằm trên sàn. Ren tra hỏi Del bản đồ của Luke Skywalker bằng Thần lực. Sau đó Ren phiêu lưu bên trong não của Del và cuối cùng đã tìm được thông tin rằng nó đang ở Bayora. Sau khi có được thông tin, Ren rời đi và lúc này Hask tới, hiện tại đã làm việc cho First Order. phàn nàn rằng anh không còn là chiến binh nữa và phàn nàn rằng việc làm cha đã khiến anh thành 1 thằng hèn và cuối cùng bắn chết anh ta. Sau khi xong, Hask ra lệnh cho Gleb chôn xác Del và đội anh ta, nhưng để lại chiếc Corvus ở đó. Gleb nói rằng nó có thể dẫn Iden tới đây nhưng Hask nói rằng anh ta đang lập kế hoạch với chuyện đó.
Đây là 1 phần chơi mở rộng của Star Wars Battlefront 2. Được đặt trong bối cảnh sau khi Đế Chế bị tiêu diệt và Tổ chức Thứ Nhất được thành lập. Phần game mô tả lại toàn bộ quá trình của Star Wars: The Last Jedi như quá trình di tản của quân Kháng chiến ở D’Qar và trận chiến ở Crait. Cốt truyện của Iden đồng thời cũng sẽ tiếp diễn ngay sau đó
Bối cảnh diễn ra tiếp sau phần cốt truyện chính. Lúc Del bị đội của Gleb bắt thì lúc này đến phân cảnh của Iden